# Lubstyn
Lubstyn – wieś w Polsce położona w województwie warmińsko-mazurskim, w powiecie iławskim, w gminie Lubawa.
Na przełomie XVI i XVII wieku należał do dóbr stołowych biskupów chełmińskich. W latach 1975–1998 miejscowość administracyjnie należała do województwa olsztyńskiego.
Zobacz też: Lubstynek